# Kandia
Kandia (sau Kandia-Excelent) este o fabrică de ciocolată și produse zaharoase cu origini în Timișoara.
A fost înființată înainte de 1890.
Compania este listată la Bursa de Valori București.
În prezent (iulie 2010), Kandia deține o cotă de 10-20% pe segmentul tabletelor din ciocolată, cu brandurile Kandia și Laura, 5-10% din vânzările de praline și 10-20% din segmentul batoanelor de ciocolată.
Compania deține în portofoliu brandurile de ciocolată Kandia, Rom și Laura, prăjitura Măgura, bomboanele Sugus și Silvana.
Ciocolata Rom este unul din cele mai longevive branduri românești, care și-a păstrat rețeta din 1964.
Cifra de afaceri:
- 2023: 46,5 milioane euro[4]
- 2017: 31 milioane euro[5]
- 2016: 36 milioane euro[6]
- 2010: 31 milioane euro[7]
- 2007: 33,7 milioane euro[8]
- 2005: 34 milioane euro[9]
- 2004: 30 milioane euro[10]
- 2003: 26 milioane euro[10]

Număr de angajați în 2004: 945

## Istoric
În anul 2003, fondul de investiții Rivta GmbH a vândut societatea Kandia către compania Excelent din București, controlată de un vehicul de investiții al grupului Julius Meinl.
Valoarea tranzacției a fost de 5,3 milioane euro.
În anul 2007, Julius Meinl a vândut Kandia-Excelent către Cadbury, pentru suma de 100 milioane euro.
În urma acestei tranzacții Kandia-Excelent a devenit Cadbury România.
În anul 2010, compania Cadbury a fost achiziționată de către Kraft, care era deja prezentă pe piața românească și astfel ar fi acaparat peste 70% din piață. Ca urmare, în iulie 2010, Julius Meinl a plătit mai puțin de 20 de milioane de euro pentru a redeveni proprietarul Kandia, compania Kraft fiind obligată de către Comisia Europeană să-și vândă acțiunile în totalitate..
În octombrie 2010, compania a revenit la vechea denumire, devenind Kandia Dulce.
Compania Kandia Dulce este cel mai mare producător de ciocolată de pe plan local. Are circa 400 de angajați și două fabrici din București, în prima produce ciocolată și în cealaltă biscuiți. De asemenea, Kandia produce și prin parteneriate, având ca principale mărci de ciocolată - ROM, Măgura, Făgăraș și Kandia, printre cele mai vândute din România.
În businessul Kandia Dulce, exporturile reprezintă aproximativ 6%, având ca destinație 17-18 țări, dintre care cele mai importante sunt cele care formează diaspora, unde sunt comunități mari de români.